# Abrigo de las Cabras Blancas
El abrigo de las Cabras Blancas es un lugar arqueológico situado en Tormón, municipio de la provincia de Teruel (Comunidad Autónoma de Aragón, España).
Pertenece al conjunto de abrigos rupestres del «Prado de Tormón», del parque Cultural de Albarracín, declarado individualmente Patrimonio de la Humanidad por la UNESCO (1998)  (ref. 874.645).

## Historia

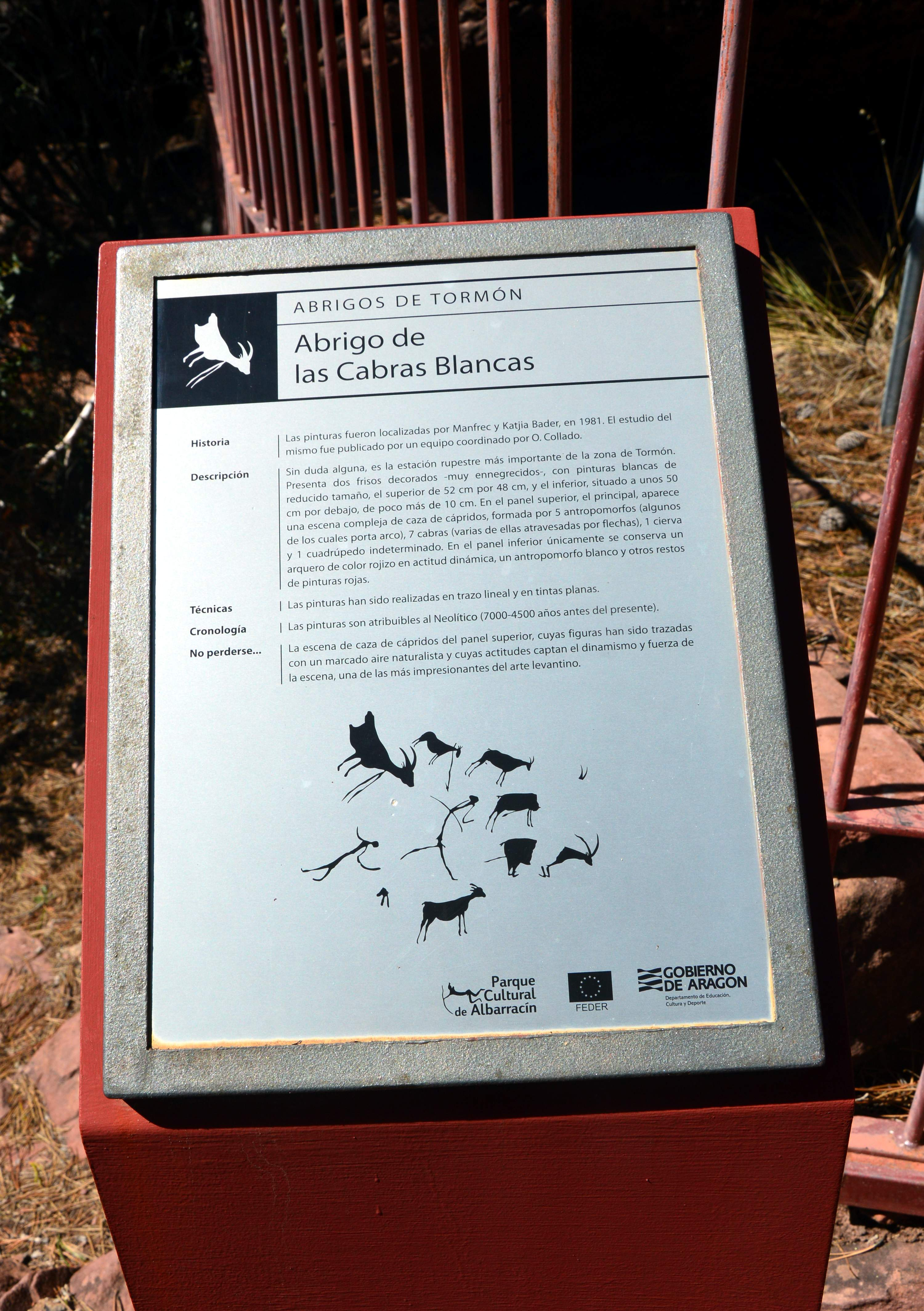
Detalle de panel ilustrativo (2018)

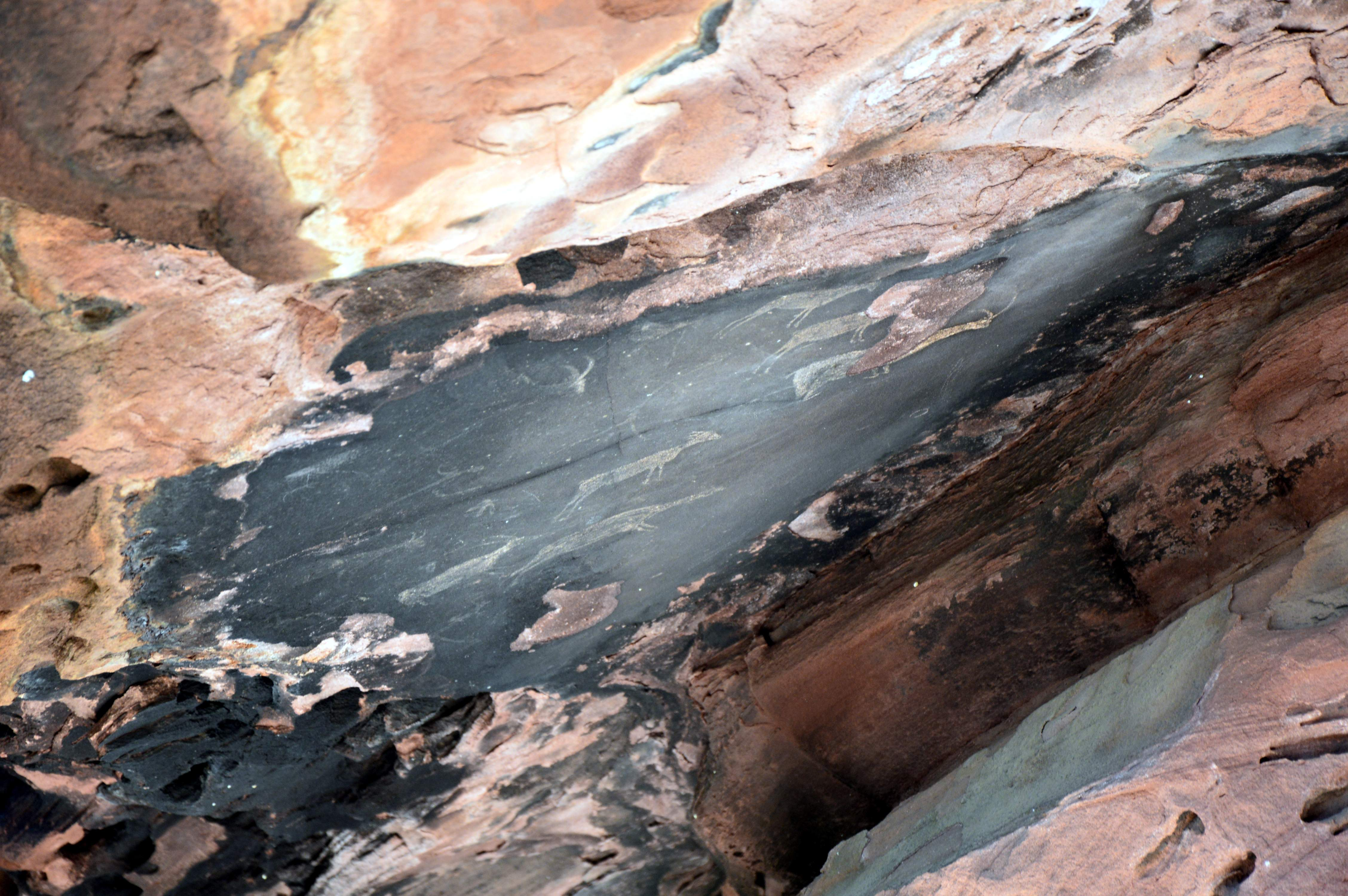
Panel ilustrado en el abrigo de las Cabras Blancas (2018)

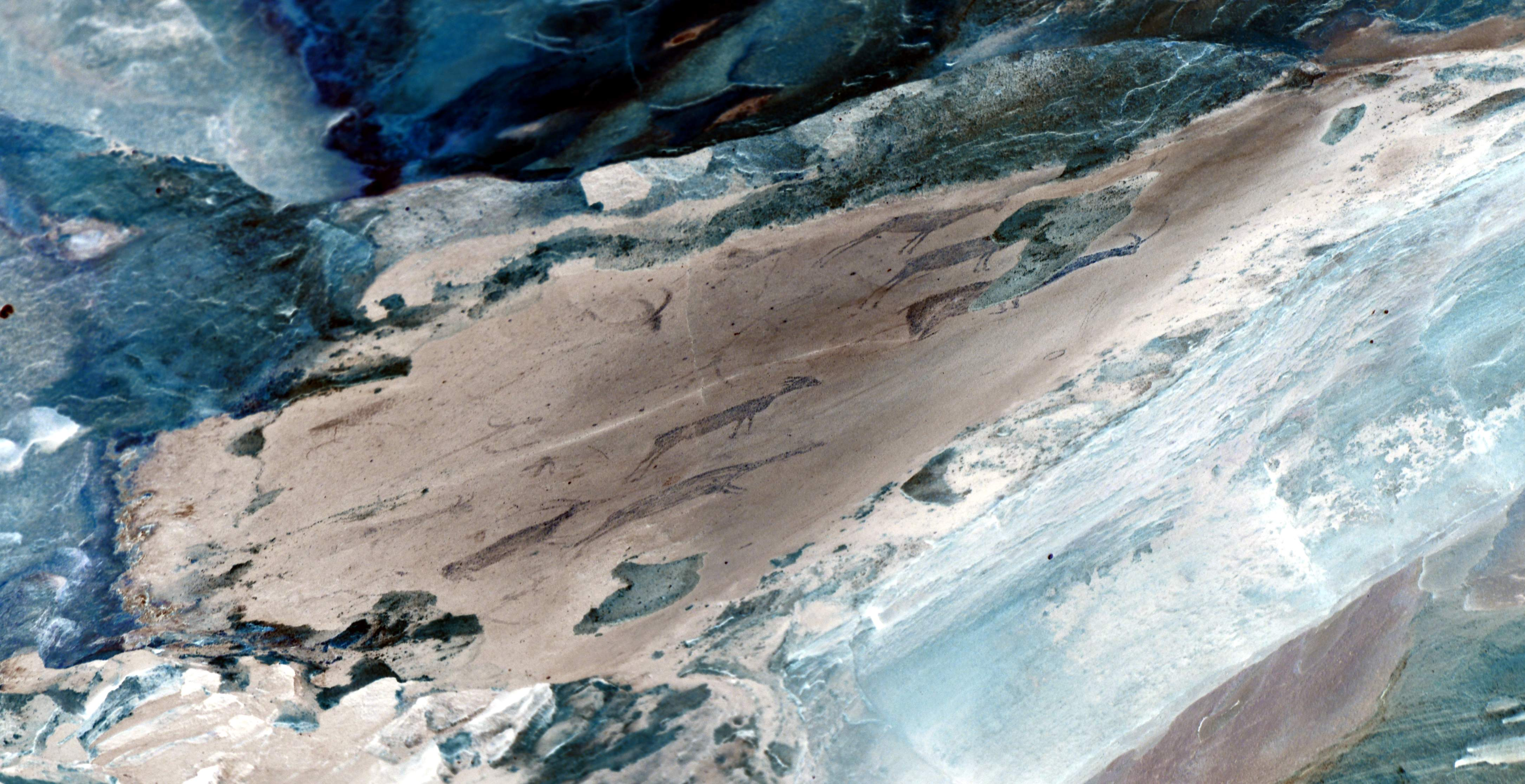
Detalle de panel ilustrado en el abrigo de las Cabras Blancas (tratamiento digital: negativo)

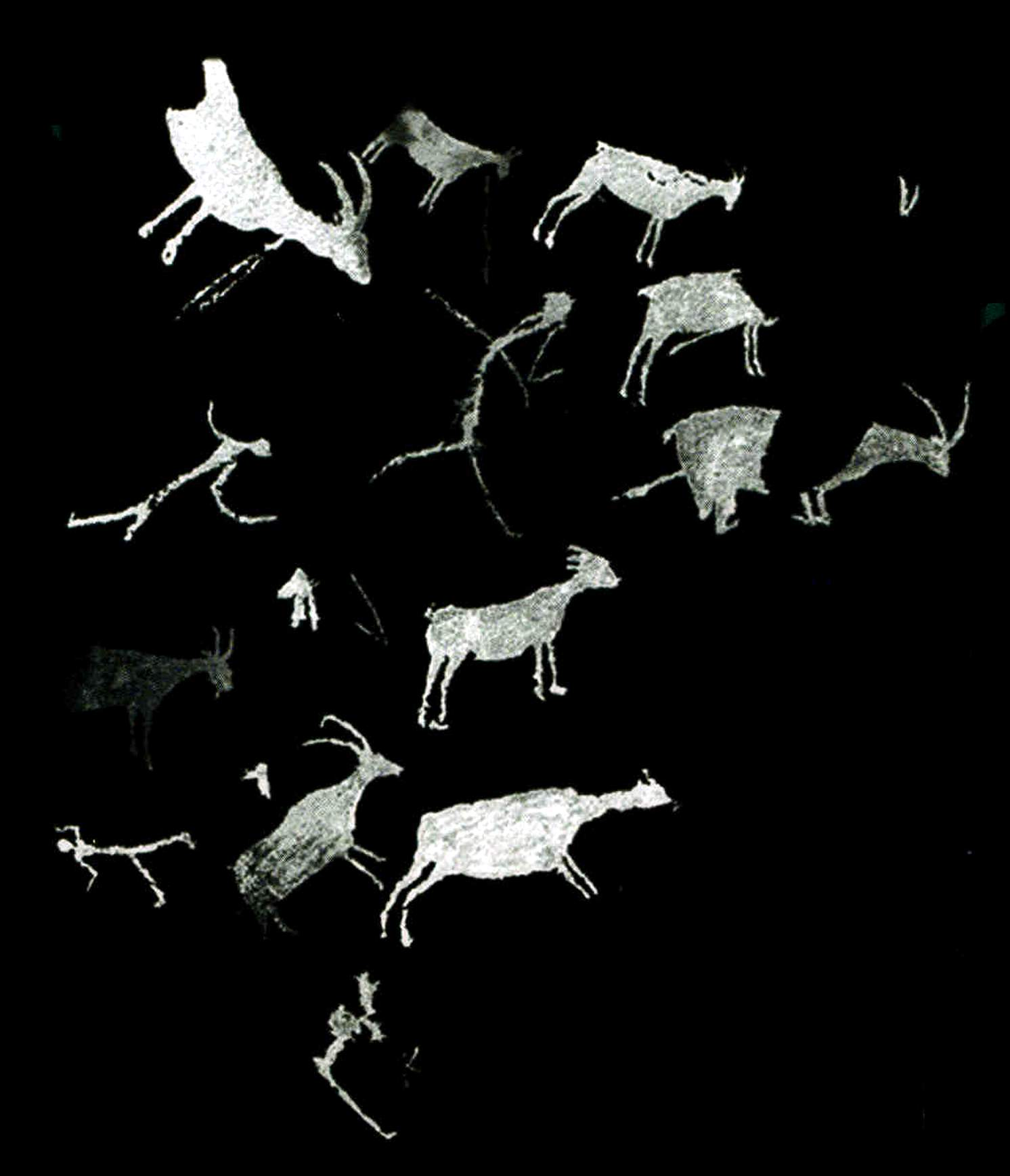
Detalle del panel decorado (tratamiento digital: positivo)

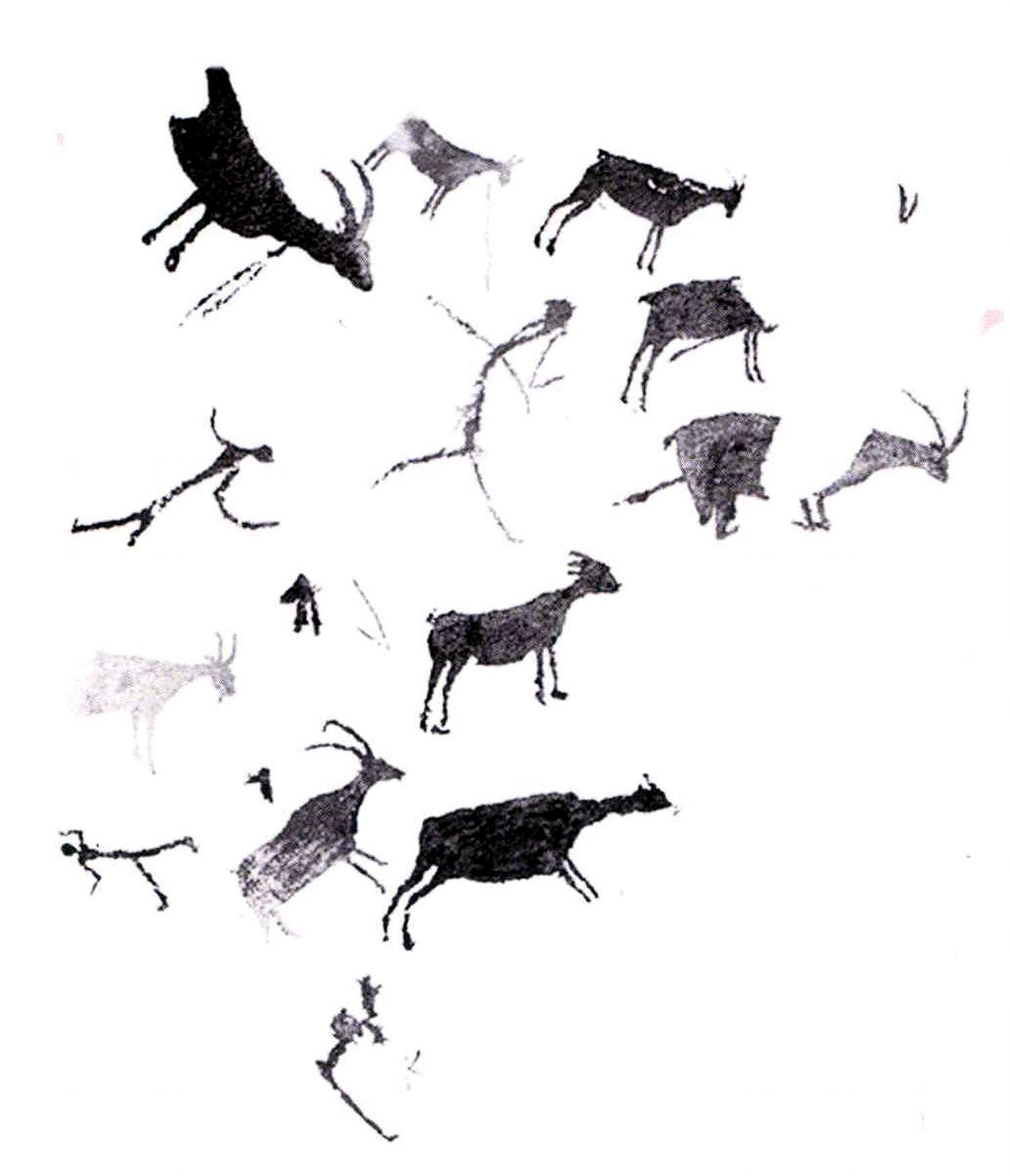
Detalle del panel decorado (tratamiento digital: negativo)

Descubierto por Manfred y Katja Bader en 1981. Desde Alemania, los descubridores comunicaron a Martín Almagro la existencia de estas pinturas mediante un croquis y una fotografía imprecisa del entorno, lo que motivó que no pudiera encontrarse en aquel momento. De forma casual, sin embargo, un grupo de niños acampados en el «Prado de Tormón» redescubrió las pinturas de este abrigo. Con posterioridad, otros autores revisaron, citaron y divulgaron su existencia.---

## Ubicación y descripción
Se halla en las inmediaciones del Prado de Tormón -inmediato al abrigo de la Paridera de Tormón, y próximo a la Cerrada del Tío Jorge y a la Ceja de Piezarrodilla-: en el mismo macizo rocoso, pero en la vertiente occidental del mismo. Desde la parte alta del roquedo donde su ubica el abrigo pueden observarse unas magníficas vista del Prado de Tormón y la Casa Forestal.
El abrigo se abre en un afloramiento rodeno en cuya base forma un entrante irregular protegido por una visera del mismo material rocoso. Las representaciones pictóricas (zomorfos y antropomorfos) se hallan al fondo de la covacha, sobre un lienzo liso y ennegrecido que hace de techo. Los investigadores distinguen dos frisos decorados:
- Panel I: en un espacio de menos de un metro cuadrado (52cm x 60 cm a 170 cm del piso de la cueva) se representan hasta catorce motivos pintados (en blanco sobre fondo negro) bien conservados, que figuran una escena de caza de gran dinamismo. Los zoomorfos (9 cabras) se han representado en distintas actitudes: estática, a la carrera, con las patas flexionadas (heridas o muertas), algunas con flechas clavadas. Los animales poseen rasgos anatómicos muy definidos: cornamenta en perspectiva biangular, orejas, pezuñas, corvas..., manifestando gran naturalismo, no obstante algunos detalles anómalos (cuello muy largo, cabeza pequeña). La escena se completa con cinco antropomorfos, que participan del actividad del conjunto, corriendo tras los animales, algunos portando arcos..., su principal característica es la estilización y sin tratamiento anatómico preciso, más allá de cuerpos ensanchados en la parte correspondiente a los hombros, cabeza globular/alargada, extremidades reducidas a simples trazos. No obstante el esquematismo, los antropomorfos muestran un cuerpo proporcionado (cuerpo, cabeza, extremidades), dotando al conjunto de gran dinamismo.[9]

- Panel II: situado por debajo del primero (78 cm del panel anterior, a 120 cm del suelo) hay otro espacio con dos motivos pintados en color rojo representando un antropomorfo de cuerpo rectilíneo con las piernas abiertas, cabeza globular (quizá tocado con plumas), arco y haz de flechas. La otra figura está mal conservada, identificándose solo «como posible antropomorfo».[10] En estudios anteriores se identificaron otros motivos en este sector: posible cuadrúpedo y restos de pintura roja.[11]

## Técnicas pictóricas
Trazo lineal y tintas planas.

## Estilo
Levantino muy naturalista.

## Cronología
Neolítico (entre 7.000-5.000 años antes del presente).

## Información
Para la visita de los abrigos rupestres de Tormón resulta aconsejable la utilización de una «Guía Didáctica» –Sendero por el Arte Rupestre de Tormón (2017)-: editada por el Ayuntamiento de Tormón, en colaboración con la Dirección General de Cultura y Patrimonio del Gobierno de Aragón.